# 阶段理论
阶段理论的基础是，系统中的元素会随着时间的推移经历不同阶段的模式，并且可以根据其不同特征来描述这些阶段。具体来说，认知发展的各个阶段具有固定的连续顺序，后期阶段整合了早期阶段的成就，并且每个阶段都具有特定于其的特定类型的心理过程结构。出现时间可以根据环境条件在一定程度上变化。